# San Maggiorino
San Maggiorino (IV secolo – Acqui Terme, 27 giugno 364/369) fu il primo vescovo di Acqui. È venerato come santo dalla Chiesa cattolica.

## Biografia
Maggiorino fu il primo vescovo di Acqui, dal nome chiaramente legato al mondo romano, le informazioni su Maggiorino per via della sua lontananza nel tempo sono scarse.
Non ci è data sapere la data di nascita ma è noto secondo la ricostruzione effettuata nel XVII secolo da parte del vescovo Gregorio Pedroca a partire da un antico elenco di vescovi della Diocesi risalente al XI secolo che la durata dell'episcopato maggioriniano fu di 34 anni e 8 mesi, che il 27 giugno fu data della sua morte e che la sua sepoltura avvenne ad Acqui nella chiesa di San Pietro o nel cimitero che sorgeva nelle sue immediate vicinanze.
La tradizione vuole Maggiorino tra i vescovi creati durante il suo papato da Papa Silvestro I e inviati a reggere varie chiese nella società posteriore all'editto di Costantino. Secondo la ricostruzione storica potrebbe essere stato tra i vescovi presenti nel sinodo di Antiochia del 324 anche se viene considerata più probabile la sua presenza tra i trecento vescovi occidentali presenti al concilio di Milano del 355.
Tra i devoti a San Maggiorino si ricorda Guido d'Acqui, uno dei suoi successori all'episcopato acquese oltre che figura che col tempo andrà a sostuirsici come santo di riferimento del territorio.

## La reliquia
Esiste una reliquia di San Maggiorino a oggi custodita nella cattedrale di Santa Maria Assunta.  La reliquia rimase per secoli insieme a quelle di altri santi all'interno dell'abbazia di Santa Giustina a Sezzadio fino al 1811 quando il futuro vescovo di Vigevano Giovanni Francesco Toppia per evitare che potesse subire danni da parte dell'esercito napoleonico la pose in un reliquiario per poi trasferirla all'interno della cattedrale di Acqui.